# Francesco Milleri
Francesco Milleri (Città di Castello, 1959) è un dirigente d'azienda italiano, Presidente esecutivo ed amministratore delegato di EssilorLuxottica
È oltretutto il padre del dj Anyma.

## Biografia

### Formazione
Dopo essersi laureato con lode in giurisprudenza presso l’Università di Firenze e avere conseguito un master in business administration all’Università Bocconi di Milano, Francesco Milleri si trasferisce negli Stati Uniti come assegnatario della borsa di studio “Donato Menichella”, e si specializza in corporate finance presso la Stern School of Business della New York University.

### Carriera
Nel 1988 ha inizio la sua carriera nella consulenza aziendale per multinazionali e grandi gruppi italiani: opera nei settori della meccanica, dei beni di consumo, della finanza e del farmaceutico. Nel 1996 fonda, insieme a due soci, Abstract (prima MeA o Milleri e Associati), società di consulenza strategica specializzata nella definizione e ingegnerizzazione dei processi aziendali. Abstract crea partnership con il San Raffaele di Milano, l’azienda ospedaliero-universitaria di Ferrara e altre strutture e nel 2006 acquisisce iDoq, proprietaria della piattaforma di digitalizzazione Lucy Star. Nascono le prime collaborazioni con importanti realtà italiane, tra cui Luxottica, ed è proprio il gruppo fondato da Leonardo Del Vecchio ad affidare a Francesco Milleri la fase di trasformazione digitale, che consiste nella migrazione su tecnologia SAP della quasi totalità delle sue attività nelle diverse aree geografiche, nell’integrazione di sistemi e modalità di lavoro e nella garanzia della semplificazione dei processi, del controllo dei flussi e di una più ampia flessibilità e rapidità decisionale.
Nel 2016 il presidente Del Vecchio lo nomina amministratore con funzioni vicarie e lo fa entrare in azienda. Assunta la carica di vice presidente, è amministratore delegato di Luxottica da gennaio 2018. Sotto la sua guida, viene chiusa l’operazione che porta alla nascita di EssilorLuxottica, società per la quale opera inizialmente in qualità di co-delegato esecutivo e poi come amministratore delegato. Nel maggio del 2021 Francesco Milleri è stato confermato nel ruolo di AD di EssilorLuxottica. 
Nel luglio 2022, dopo la morte di Leonardo Del Vecchio, è nominato presidente anche di Delfin, la holding del gruppo.

## Altri incarichi
Francesco Milleri ricopre attualmente anche i seguenti incarichi:
- Membro del consiglio di amministrazione della Fondazione Leonardo Del Vecchio[3];